# Tikvah Alper
Tikvah Alper (Sudáfrica, 1909 - Sarisbury Inglaterra, 1995) fue física y radiobióloga, descubrió los mecanismos de transmisión de la encefalopatía espongiforme.

## Biografía
Tikvah Alper nació en Sudáfrica, y fue la más pequeña de cuatro hermanas de una familia inmigrante judía pobre. Asistió a la escuela superior femenina de Durban. Se graduó en Físicas en la Universidad de Ciudad del Cabo en 1929. Entre 1930 y 1932 estudió en Berlín las partículas alfa bajo la dirección de la física nuclear Lise Meitner. En 1933 publicó un artículo sobre los rayos delta y las partículas alfa.
En 1932, retornó a Sudáfrica y se casó con el bacteriólogo Max Sterne, el inventor de la vacuna contra el carbunco para el ganado.
Dado que las mujeres casadas no podían trabajar en la universidad, crearon un laboratorio en casa donde trabajaban juntos. Sus hijos, Jonathan y Michael, nacieron en 1935 y 1936. A partir de 1937, se inició en la educación para sordos, ya que su hijo mayor era sordo profundo y aprovechó sus conocimientos de física para investigar sobre la formación de los sonidos en el habla y en 1948 se convirtió en jefe de la sección de biofísica del Laboratorio de Física Nacional sudafricano.
A pesar de su creciente fama científica, en 1951, Max Sterne y Tikvah Alper se vieron obligados a salir de Sudáfrica, debido a su abierta oposición al apartheid. Tikvah encontró un lugar de investigación (no remunerado) en los Laboratorios de Radiobiología MRC en el Hospital Hammersmith de Londres, dirigidos por Hal Gray, a quien había conocido en visitas anteriores. Su trabajo se centró en la biología celular investigando la complejidad de los efectos de la radiación en diferentes tipos de células, y su interacción con otros procesos fisiológicos y químicos. Fue directora de la Unidad de Radiobiología a partir de 1962 hasta su jubilación en 1974. Con sus investigaciones demostró que el agente infeccioso en la enfermedad contagiosa neurodegenerativa -que afecta ovejas y cabras- conocida como temblor o scrapie no contiene ácido nucleico. Este importante hallazgo permitió entender mejor los mecanismos de todas las formas de encefalopatías espongiformes transmisibles -que también afectan a personas-. Continuó su vida profesional publicando en 1979 Radiobiología celular, y a los 83 años pronunció una conferencia ante la Sociedad de Investigación de Radiación en Dallas. Murió en Sarisbury, Hampshire, en 1995.